# Wichita Falls
Wichita Falls – miasto w Stanach Zjednoczonych, w północnym Teksasie, nad rzeką Wichita (dopływ rzeki Red River). Według spisu w 2020 roku liczy 102,3 tys. mieszkańców. W mieście rozwinął się przemysł maszynowy, szklarski, odzieżowy oraz elektroniczny.
Baza Sił Powietrznych Sheppard jest najważniejszym i największym ośrodkiem Dowództwa Edukacji i Szkolenia Lotniczego (AETC). Znajduje się około 10 km na północ od centralnej dzielnicy biznesowej Wichita Falls.
Od 1922 r. w mieście działa uniwersytet.